# 바르샤바 라디오탑

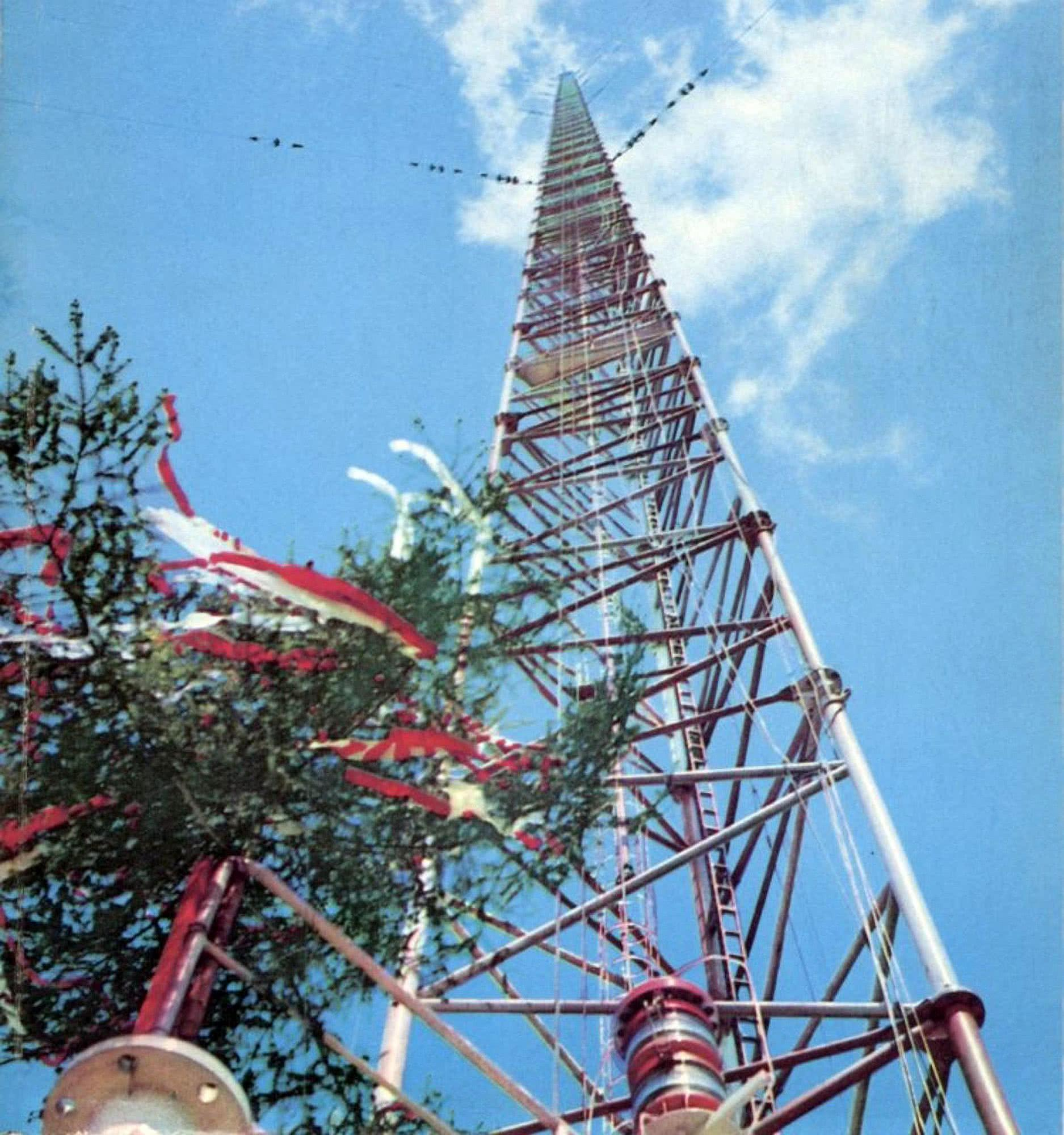
바르샤바 라디오탑 (1974년)

공빈 바르샤바 중앙 라디오 방송국(폴란드어: Warszawska Radiostacja Centralna w Gąbinie), 콘스탄티누프 라디오탑(폴란드어: Maszt radiowy w Konstantynowie)은 폴란드 마조프셰주 프워츠크군 공빈에 있었던 송신탑이다. 1974년부터 1991년 8월 8일 붕괴될 때까지 2,120피트(646.30m)로 세계에서 가장 높은 구조물이었다. 이 탑은 남극과 같은 가장 먼 지역을 포함하여 전 세계에 공산주의 선전을 방송하기 위해 극도로 높은 높이로 설계되었다.